# Futami no Ōmuku

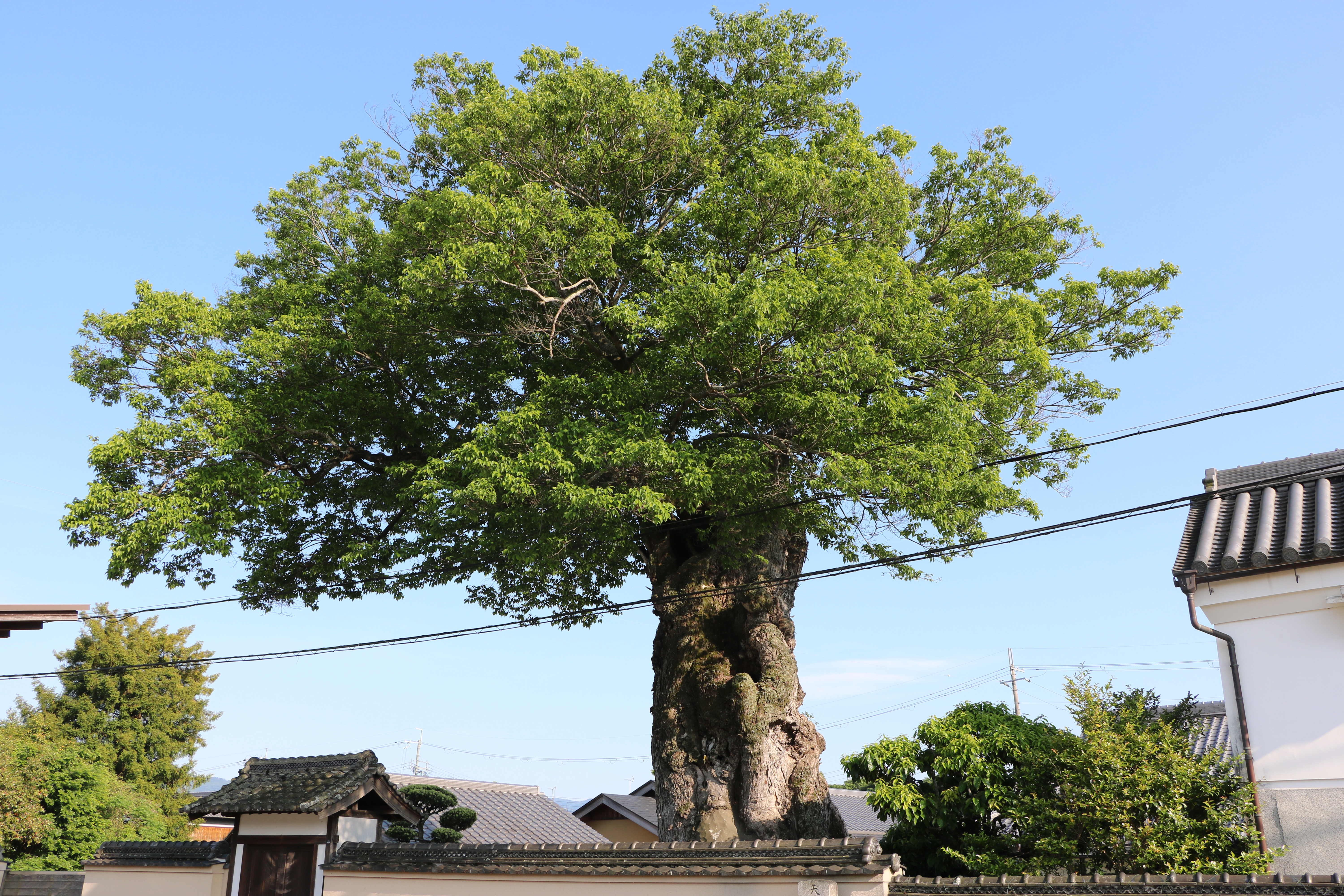
Futami no Ōmuku (Mai 2023)

Futami no Ōmuku (japanisch 二見の大ムク) ist ein alter Baum der Art Aphananthe aspera, der sich im Abschnitt 4 des Stadtteils Futami (Futami 4-6-39) in Gojō in der japanischen Präfektur Nara befindet.
Die Baumart wird lokal „Muku-Baum“ (ムクノキ Muku no ki) genannt. Sie ist in Ostasien verbreitet und gehört zur Familie der Hanfgewächse. Übersetzt bedeutet Futami no Ōmuku „Großer Muku-Baum von Futami“. Laut einer Nachuntersuchung des Umweltministeriums zu „großen Bäumen und Wäldern“ aus dem Jahr 2000 ist er, gemessen am Stammumfang von rund 850 Zentimetern, der viertgrößte Baum seiner Art innerhalb Japans. Der größte ist demnach Mikadzugi no Ōmuku (三日月の大ムク) in Sayō in der Präfektur Hyōgo, der einen Stammumfang von rund 990 Zentimetern misst. Futami no Ōmuku wurde am 8. Mai 1957 als nationales Naturdenkmal ausgewiesen.

Bilder von Futami no Ōmuku
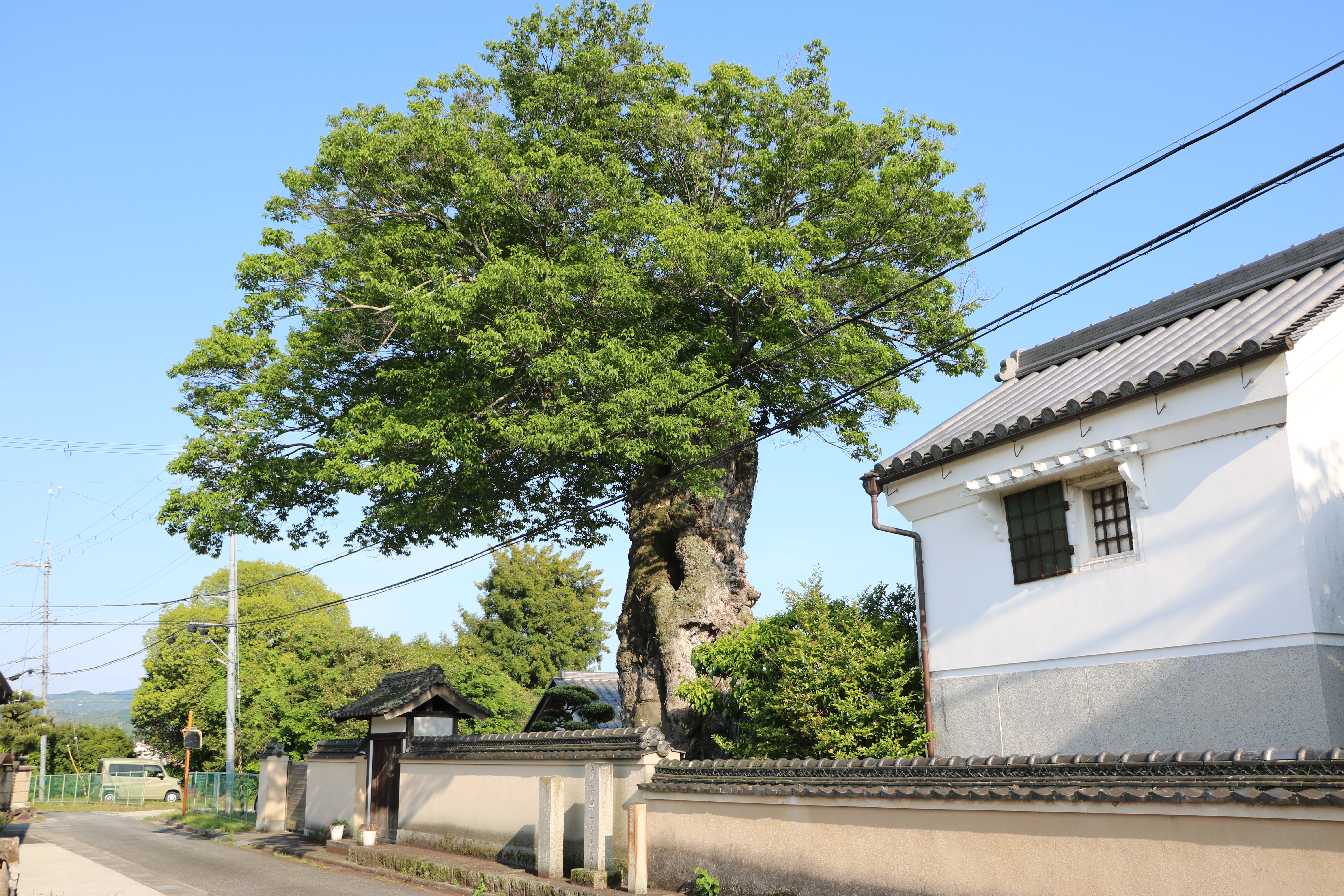
Futami no Ōmuku (Mai 2023)
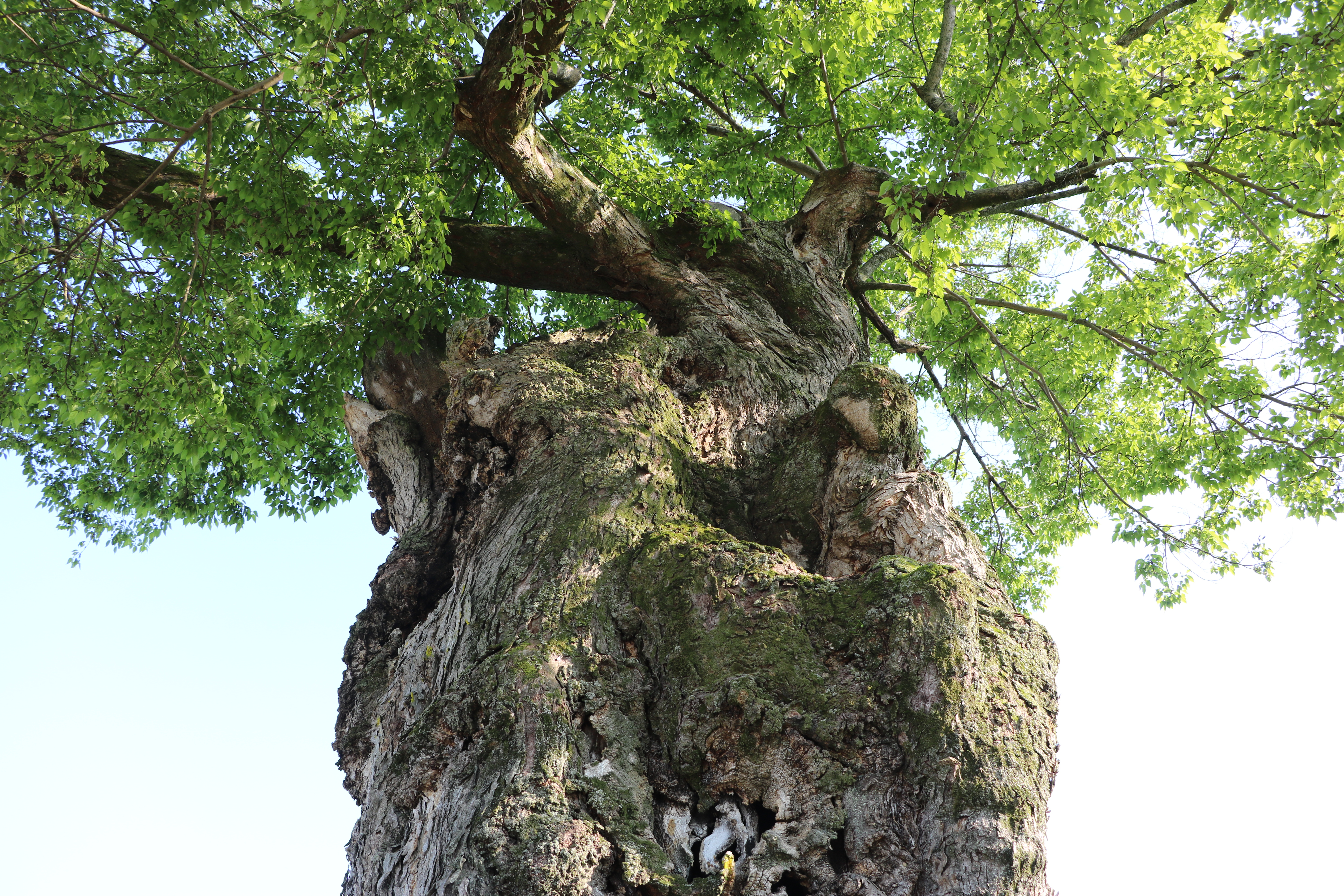
Nahaufnahme (Mai 2023)
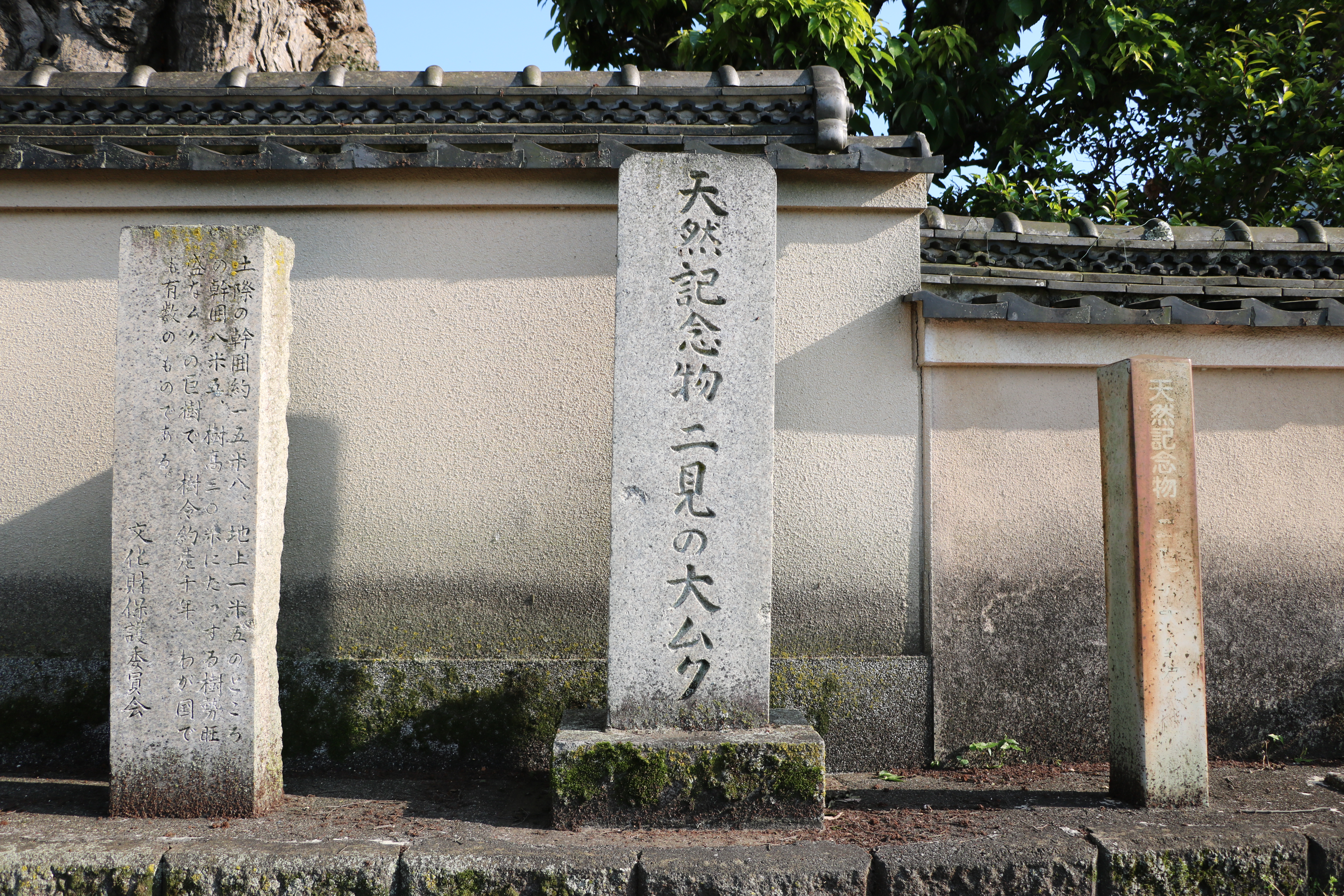
Stele, die Futami no Ōmuku vor Ort als Naturdenkmal ausweist